# Roman Jakobson
Roman Osipovič Jakobson (rusky Роман Осипович Якобсон, v USA Roman Jakobson, 23. října 1896, Moskva, Rusko – 18. července 1982, Boston, USA) byl ruský lingvista, představitel strukturalismu a jeden z nejvýraznějších představitelů lingvistiky 20. století vůbec. Před druhou světovou válkou žil v Československu a podílel se na založení Pražského lingvistického kroužku. Po válce přednášel ve Spojených státech amerických.

## Život
Roman Osipovič Jakobson se narodil v Moskvě v zámožné židovské rodině a už v dětství objevil kouzlo jazyků. Jako student patřil k avantgardě a inspiroval se dílem švýcarského lingvisty Ferdinanda de Saussure, jednoho z otců strukturalismu. V protikladu k tehdy vládnoucí mladogramatické škole, která se věnovala historickému vývoji jazyka (diachronní perspektivě), zdůrazňoval Saussure sdělovací funkci jazyka a studium vzájemných vztahů mezi prvky jazyka, tedy synchronní perspektivu.
Roku 1920 se přestěhoval do Prahy jako člen sovětské diplomatické delegace, brzy však toto místo opustil a věnoval se akademické dráze. Jeho studie o českém verši udělaly velký dojem na české lingvisty, zejména na Viléma Mathesia, René Wellka a Jana Mukařovského, kteří spolu s Jakobsonem a Nikolajem Sergejevičem Trubeckým roku 1926 založili Pražský lingvistický kroužek. Od roku 1933 byl profesorem univerzity v Brně. Jakobson se věnoval fonologii, kde vypracoval teorii příznakovosti a teorii verše, a české kultuře vůbec. Na začátku války se přes Německo, Dánsko a Norsko dramaticky dostal do Švédska a nakonec do New Yorku, kde spolu s Claude Lévi-Straussem a J. Maritainem zakládal svobodnou francouzskou univerzitu při New School for Social Research.
Spřátelil se zde s americkými lingvisty a antropology, jako byl Franz Boas nebo Benjamin Lee Whorf, a významně ovlivnil zejména Lévi-Strausse. Od roku 1943 byl profesorem na Kolumbijské univerzitě, od roku 1949 na Harvardově univerzitě a později přednášel lingvistiku také na sousedním Massachusettském technologickém institutu (MIT). V 60. letech se více zabýval strukturální poetikou, sémiotikou a obecnou lingvistikou, mimo jiné otázkami komunikace, dětské řeči a poruch řeči. Roku 1967 byl emeritován a přednášel jako host na mnoha různých univerzitách po celém světě.

## Teorie komunikace
V často citovaném textu Lingvistika a poetika, který se zabývá poetikou coby integrální součástí lingvistiky, rozlišil Jakobson (v návaznosti na K. Bühlera) šest složek komunikace, které jsou přítomny v každém jazykovém projevu:
1. kontext (díky němuž můžeme něco sdělovat)
2. vlastní sdělení (text)
3. mluvčí
4. adresát
5. kanál
6. kód

Na každou z těchto složek je navázána jedna z jazykových funkcí: referenční (kontext), poetická (sdělení), expresivní (mluvčí), konativní (adresát), fatická (komunikační kanál) a metalingvistická (kód). V textech různého druhu nicméně některé funkce převládají, například v poezii je to vlastní sdělení, v odborném jazyce kontext.

## Vliv a význam

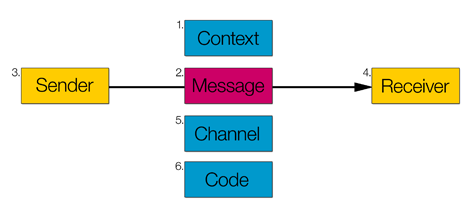
Schéma komunikace podle Jakobsona

Za svého pobytu v Praze i později se intenzivně zabýval hlavně starší českou literaturou a spřátelil se s řadou lidí. I později psal doslovy ke knihám Milady Součkové nebo Jana Patočky, jemuž věnoval i vřelý nekrolog.
Jeho dílo je dodnes živé v poetice i v obecné lingvistice a významně ovlivnilo například psychoanalýzu Jacques Lacana a filosofii Giorgio Agambena.